# BEACON
『BEACON』（ビーコン）は、日本のシンガーソングライター平沢進の14枚目のアルバム。2021年7月28日に自主レーベルのTESLAKITEより発売された。アメリカ最大のレビューサイト「Rate Your Music」の2021年の世界年間アルバム評価チャートにて、プログレッシブ・ポップ・アルバムで3位と高い評価を得ている。2021年9月7日、日本経済新聞にてディスクレビューが掲載。

## 概要
- 前作『ホログラムを登る男』より約5年半ぶり[3]、核P-MODEL名義の作品を含めると『回＝回』以来3年ぶりとなるアルバム。
- 今作も一枚でストーリーが完成するコンセプト・アルバムとなっている。
- 従来の作品とは違い、自らの声を多用した作風だとしている[4]。
- ファンクラブ会員特典として、収録曲「転倒する男」の没バージョン及び収録曲の「BEACON」、「TIMELINEの終わり」のカラオケ音源が（アルバム購入の有無に関わらず）無料でダウンロードできる[5]。
- アルバム発売に先駆け、2021年4月に行われたライブ『24曼荼羅』において、「BEACON」「TIMELINEの終わり」が披露された。
- リリース一週間前となる7月21日にYoutubeオフィシャルチャンネルにて「TIMELINEの終わり」「COLD SONG」の二曲のリリックビデオ（中井敏文の制作による）が公開された[6]。
- Bandcampにてデジタル版アルバムのダウンロードも可能となっている[7]。
- 同年の9月7日、日本経済新聞にディスクレビュー『宗教的な雰囲気 陶酔感たっぷり 平沢進「BEACON」』が掲載、「平沢流前衛オペラ」と評された[8]。
- アメリカ最大のレビューサイト「Rate Your Music」の2021年の世界年間アルバムチャートでプログレッシブ・ポップ・アルバムにて6位と高い評価を得ている[9][2]。
- 2022年1月26日、中井敏文監督の「TIMELINEの終わり」のMVが公開された[10][11]。
- 2022年5月30日、平沢進のBack Space Pass 「ZCON編」[12]において先行公開されていた「BEACON」のミュージックビデオが公開された。（上記と同様に中井敏文監督）

## 収録曲
- 全作詞／全作曲：平沢進（特記除く）
- 全編曲：平沢進

1. BEACON
2021年4月28日に行われた｢24曼荼羅(不死MANDALA)｣にてアンコールとして先行公開された。ファンクラブ会員限定でカラオケバージョンが公開されている。2022年5月30日、公式YouTubeチャンネルにてミュージックビデオが公開された。
2. 論理的同人の認知的別世界 - The Cognitive Another World of the Logical Coterie
2021年2月8日に曲名が公開されていた[13]。前作収録の「火事場のサリー」と同様、ギター・シンセベース・ドラムマシンのみを用いた異色作となっている。発売前の仮のタイトルは｢空論的同人の認知的別世界｣となっていた[14]。
3. 消えるTOPIA - Disappearing TOPIA
KORGの｢TRITON｣をモデリングしたソフトシンセサイザーが使用されている[15][16]。
4. 転倒する男 - The Man Who Falls Down
ファンクラブ会員限定で没バージョン「転倒する男 Ver.2」が公開されている。
5. 燃える花の隊列 - Ranks of Burning Flowers
2021年3月4日の平沢のツイートで曲名及び歌詞の一部が公開されていた[17]。
6. LANDING
7. COLD SONG
作詞：平沢進 ／ 作曲：H.Purcell
原曲はヘンリー・パーセルのオペラ『アーサー王（英語版）』の劇中曲「What power art thou？」で、日本ではクラウス・ノミの歌唱によるものがとくに有名である。ただし当曲の歌詞は平沢のオリジナルである。
平沢のオリジナルアルバムに他者の曲のカバーが収録されるのは初めて[注 1][注 2]のことで、P-MODEL時代を含めても「BIKE」[注 3]以来37年ぶりの事である。[注 4]
8. 幽霊列車 - Ghost Train
9. TIMELINEの終わり - The End of TIMELINE
2021年4月29日に行われた｢24曼荼羅(不死MANDALA)｣にてアンコールとして先行公開された。
ファンクラブ会員限定でカラオケバージョンが公開されている。
2022年1月26日、公式YouTubeチャンネルにてミュージックビデオが公開された。
10. ZCONITE
インストゥルメンタル曲。
曲の一部に平沢進が別の曲の収録中に咳き込んだ時の音をサンプリングしたものが使われている。
また、ライブ「2K20▲03」のM∞カード映像特典と同名である[18]。
11. 記憶のBEACON - BEACON of Memory

## 参加ミュージシャン
- 平沢進 - Vocal, Guitar, Synthesizer, Programming

## 日本経済新聞でのディスクレビュー掲載
2021年9月7日、日本経済新聞にてディスクレビューが掲載された。

## チャート成績
2021年08月09日付のオリコン週間アルバムランキングで12位を記録。週間インディーズアルバムランキングでは最高2位（2021年09月06日付）。Amazon音楽ランキングで最高2位。平沢進関連アルバムで白虎野を抜き、Amazonでの過去最高売り上げとなった。